# Baccalaureus
Baccalaureus (medeltidslatin), från franskans baccalauréat, som har kommit att betyda studentexamen.  

## Bakgrund
Ursprungligen så var det en beteckning för jordägare i södra Frankrike, senare allmänt för riddare och lägre adelsmän. Från 1200-talet användes ordet för den lägsta akademiska graden vid universiteten.  
Det äldsta kända examensreglementet utformades år 1252 i Paris. D.v.s Efter fyra till fem års studier med filosofisk inriktning kunde man bli "Baccalaureus". Senare infördes denna examen även vid övriga fakulteter. På så sätt erhöll alla universitetsstudier en gemensam filosofisk referensram.
De medeltida europeiska examina övertogs sedan även av de svenska universiteten för att sedan ersättas av andra examensbenämningar. I många anglosaxiska länder finns traditionen med benämningar som härleds från Baccalaureus dock fortfarande kvar genom examenstitlar som Bachelor of Arts och Bachelor of Science.

### Fotnoter
1. ↑  Hans Högman. ”Den svenska skolans historia#Universitet”. Hasses hemsida. http://www.hhogman.se/skolhistoria.htm#Universitet. Läst 26 mars 2007.